# 887
| Calendário gregoriano                                                        | 887 DCCCLXXXVII                                      |
| Ab urbe condita                                                              | 1640                                                 |
| Calendário arménio                                                           | 336 – 337                                            |
| Calendário bahá'í                                                            | -957 – -956                                          |
| Calendário budista                                                           | 1431                                                 |
| Calendário chinês                                                            | 3583 – 3584 Início a 29 de janeiro (aproximadamente) |
| Calendário copta                                                             | 603 – 604                                            |
| Calendário etíope                                                            | 879 – 880                                            |
| Calendários hindus - Vikram Samvat - Calendário nacional indiano - Cáli Iuga | 942 – 943 808 – 809 3987 – 3988                      |
| Calendário Holoceno                                                          | 10887                                                |
| Calendário islâmico                                                          | 273 – 274                                            |
| Calendário judaico                                                           | 4647 – 4648                                          |
| Calendário persa                                                             | 265 – 266                                            |
| Calendário rúnico                                                            | 1137                                                 |
| Calendário solar tailandês                                                   | 1430                                                 |

887 (DCCCLXXXVII, na numeração romana) foi um ano comum do século IX do Calendário Juliano, da Era de Cristo, teve início a um domingo e terminou também a um domingo e a sua letra dominical foi A (52 semanas).
No território que viria a ser o reino de Portugal estava em vigor a Era de César que já contava 925 anos.
| Ano completo                    |
| ------------------------------- |
| Ano comum com início ao domingo |

## Eventos
- A Casa de Poitiers adquire o controlo do Ducado da Aquitânia.
- 28 de dezembro - Berengário I é eleito rei da Itália pelos senhores da Lombardia. É coroado com a Coroa de Ferro da Lombardia em Pavia.

## Mortes
- Koko, 58º imperador do Japão.